# Viola vindobonensis
Viola vindobonensis är en violväxtart som beskrevs av Johann Baptist Wiesbaur. Viola vindobonensis ingår i släktet violer, och familjen violväxter. Inga underarter finns listade i Catalogue of Life.